# Георги Георгиев (Радовиш)
Вижте пояснителната страница за други личности с името Георги Георгиев.
Георги Хаджиманчев Георгиев е български революционер, деец на Върховния македоно-одрински комитет.

## Биография
Роден е в 1867 година в Радовиш, тогава в Османската империя, днес в Северна Македония. В 1892 година бяга от османските власти в свободна България и се установява в София. Там влиза в средите на македонската емиграция, бореща се за освобождението на българите в Македония и става съратник на Трайко Китанчев, Димитър Ризов, Андрей Ляпчев, Наум Тюфекчиев, Александър Радев, софийския митрополит Теодосий и други. Взема дейно участие в борбите на ВМОК и в периода 1894 – 1895 година е четник в четите на Кочо Лютата, Кочо Муструка и Борис Сарафов. След това е изпратен от Върховния комитет в Цариград с разузнавателна мисия, тъй като знае турски. В Цариград отсяда във Фенер при църквата „Свети Стефан“, където е в тесни връзки с българите там. Остава в Цариград две години, където действа като шпионин. В началото на 1900 година е издаден от гръцкия консул в София доктор Молоходес и е заловен от османските власти. Затворен е в затвора Топхаане, от където след намеса на българския консул Иван Ст. Гешов е освободен скоро. Малко по-късно Георгиев е отново арестуван от османските власти и е изпратен на заточение в Сирия. Прекарва пет години изгнание в Сирия, Египет, Палестина и Арабия. След това е освободен след застъпничеството на руския генерален консул и през Русия се завръща в родния край.
Георгиев взема участие в Балканската и Междусъюзническата война в 1912 – 1913 година. След демобилизацията на българската войска след Първата световна война се връща в София, след което е заселен във врачанското село Борован.
На 25 февруари 1943 година, като жител на Борован, подава молба за народна пенсия, която е одобрена и отпусната от Министерския съвет на Царство България.